# Bromheadia humilis
Bromheadia humilis är en orkidéart som beskrevs av Kruiz. och De Vogel. Bromheadia humilis ingår i släktet Bromheadia och familjen orkidéer. Inga underarter finns listade i Catalogue of Life.